# Coenosia aurifacies
Coenosia aurifacies är en tvåvingeart som beskrevs av Fritz Isidore van Emden 1940. Coenosia aurifacies ingår i släktet Coenosia och familjen husflugor. Inga underarter finns listade i Catalogue of Life.